# Будинок сигнаторів
Будинок сигнаторів (лит. Signatarų namai) — історико-архітектурна пам'ятка Вільнюса, Литва, в якому 16 лютого 1918 був підписаний акт про відновлення незалежності Литовської держави; філія Національного музею Литви. Розташовується у Вільнюсі, на вулиці Пілес, 26 (лит. Pilies g. 26).
Будівля є об'єктом культурної спадщини державного значення, які мають археологічну, меморіальну, історичну, художню, архітектурну цінність і охороняється державою; код в Регістрі культурних цінностей Литовської Республіки 1046.
Музей відкритий з 10.00 до 17.00 за винятком неділі та понеділка.

## Історія
Будівля в цьому місці згадується в документах, починаючи з 1645. В різний час будівля належала різним власникам і неодноразово ремонтувалася. Після пожеж 1748 і 1749 років будівля була відновлена з надбудовою третього поверху. До 1789 будівля належала церкві, пізніше світським власникам. Тут розташовувалися майстерня чеканщика, магазин з широким вибором товарів, трактир.

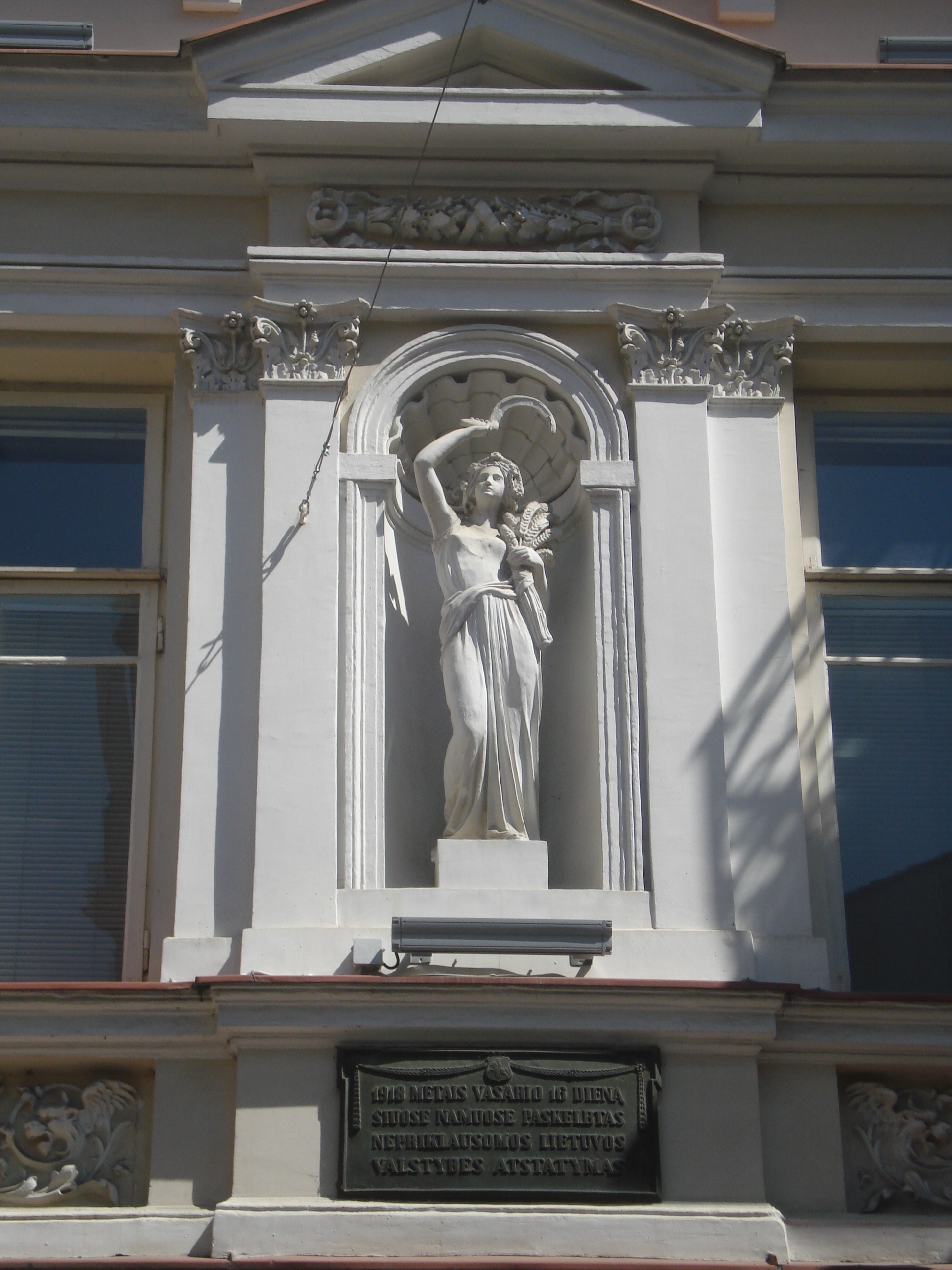
Деталь фасаду і меморіальна таблиця на згадку Акту 16 лютого 1918 року

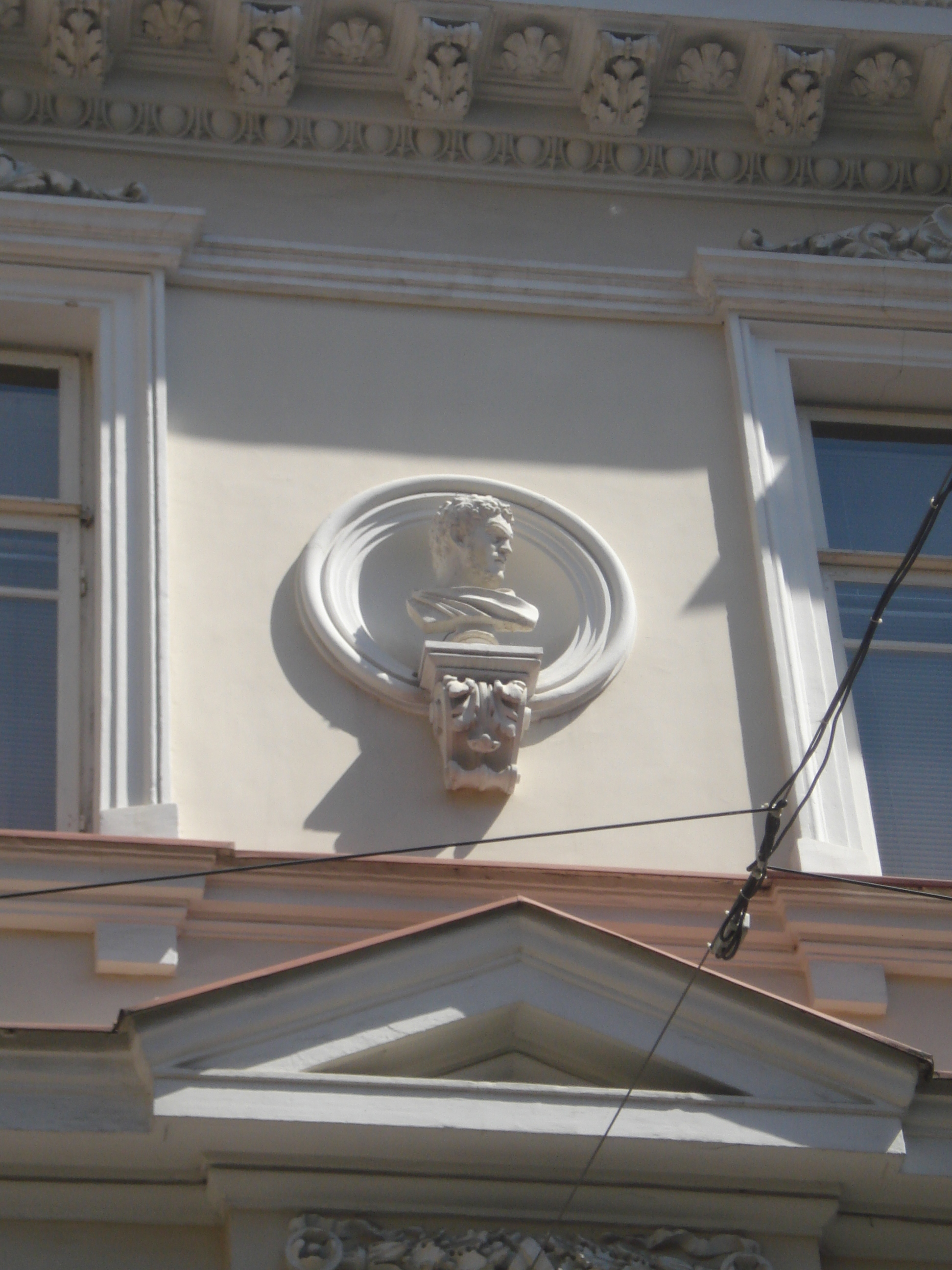
Деталь фасаду

У другій половині XIX століття будівлю придбали Карл і Юзефа Штраль. В кінці століття після реконструкції за проектом архітектора Олексія Полозова будівля була перепланована і набула неоренесансних форм. На головному фасаді, що виходить на вулицю Пілес, були встановлені в нішах другого поверху скульптури, що символізують землеробство і рибальство; над ними на третьому поверсі в овальних нішах — бюсти чоловіків. Окрім реконструкції, проведеної в 1893-1895 роках Олексієм Полозовим, будівля зазнала реконструкцію в 1897-1898 і 1907 роках за проектом архітектора Аполлінарія Микульського.
Від Карла Шталя будинок успадкував купець третьої гільдії Казимир Штраль, його дочки володіли будинком до радянської окупації та націоналізації 1940 року. На той час на першому поверсі діяла діяла популярна кав'ярня Штраль («Білий Штраль» на відміну від відкритого у 1912 на розі нинішнього проспекту Гедиміна і вулиці Тоторо кав'ярні «Червоний Штраль» і «Зеленого Штраль», відкритої після Першої світової війни на проспекті Міцкевича, нинішньому проспекті Гедиміна, поруч з готелем «Жорж»), приміщення на інших поверхах здавались у найм.
Одну з квартир на третьому поверсі в вересні 1914 орендувало Литовське суспільство з надання допомоги постраждалим від війни для Центрального комітету товариства. В цьому приміщенні 16 лютого 1918 року зібралася Таріба, члени якої одночасно входили і в ЦК товариства з надання допомоги постраждалим від війни, і прийняла Акт про незалежність Литви. Після того, як Вільно виявилося в складі Польщі, тут влаштувалося Литовське благодійне товариство, яке продовжило роботу Литовського товариства з надання допомоги постраждалим у війні.
В 1928 в тій самій квартирі оселився педагог і громадсько-культурний діяч Повилас Каразей. В 1931 в квартиру вселився Антанас Крутуліс, учитель гімназії Вітаутаса Великого. Деякий час тут жив студент віленського Університету Стефана Баторія Вінцас Жіленас, головний редактор газети лит. "Vilniaus žodis" (1935-1939), який після другої світової війни став істориком культури і музеєзнавцем. Після війни в кімнаті, де був підписаний Акт про незалежність Литви, була влаштована однокімнатна квартира.
В 1992 Вільнюська міська Рада першого скликання ухвалила постанову про заснування Будинку сигнаторів Акта про незалежність Литви. В 1998 будівлю було передано Вільнюським самоврядуванням Міністерству культури. З 2003 Будинок сигнаторів — філія Національного музею Литви з експозицією, присвяченою підписантам Акту незалежності Литви і історії національного руху, відновлення незалежності і її зміцнення.